# François de Meez
François de Meez ou de Metz, mort le 7 mars 1444, est un pseudo-cardinal français du XVe siècle. Il est membre de l'ordre des bénédictins.

## Biographie
François de Meez, dont on trouve la forme de Metz, est issu de la famille Emmion qui possède la seigneurie de Metz, située au Nord d'Annecy. Il est le neveu du cardinal Jean Allarmet de Brogny.
Il est moine de l'ordre bénédictin. Il est prieur de Talloires et abbé de Saint-Claude (ou Saint-Oyand de Joux) dans le Jura.
Il est élu évêque de Genève en 1426 et assiste au concile de Bâle. François de Meez est l'un des électeurs de l'antipape Félix V. Félix V le crée pseudo-cardinal de San Marcello lors du consistoire du 2 octobre 1440.
François de Meez meurt le 7 mars 1444.